# Noktundo
Noktundo (coreano : 록둔도/녹둔도 ; ruso : Ноктундо, romanizado : Noktundo) era una isla en el delta del río Tumen en la frontera entre el Krai de Primorie, Rusia y Corea del Norte. El área de la isla era de 32 kilómetros cuadrados.
Noktundo había sido un territorio coreano desde el siglo XV. Los Jurchens tomaron nota de esto. En 1587 hubo una batalla en esta isla entre los coreanos locales y los invasores Jurchens. Al principio, los Jurchens saquearon con éxito la isla y capturaron a 160 coreanos como prisioneros. Mientras cruzaban el río de regreso a su campamento con los prisioneros, el famoso general coreano Yi Sun-Shin persiguió a los invasores, rescató a 50 coreanos y defendió la isla. Más tarde, con su ejército, se infiltró en el cercano campamento del ejército Jurchen y capturó vivo a su líder.
Debido a los cambios en el canal y los sedimentos de arena, la isla finalmente se unió a la costa norte, que era parte de la dinastía Qing.
La isla estuvo bajo control coreano hasta 1860, cuando Rusia obligó a la dinastía Qing a ceder Manchuria Exterior junto con Noktundo en la Convención de Pekín sin ninguna participación coreana. Cuando el gobierno de Joseon se enteró de esto en la década de 1880, esto se convirtió en un motivo de protesta para los coreanos, ya que afirmaron que los rusos no tenían autoridad para hacerlo, y protestaron contra ello ante la dinastía Qing. En 1990, la Unión Soviética y Corea del Norte firmaron un tratado fronterizo que hizo que la frontera pasara por el centro del río dejando el territorio de la antigua isla en el lado ruso. Corea del Sur se negó a reconocer el tratado y exigió que Rusia devolviera el territorio a Corea.
Los coreanos continuaron viviendo en Noktundo hasta la década de 1930.

## En la cultura popular
- La batalla de 1587 del general coreano Yi Sun-Shin en la isla se hace referencia y se muestra en la película de 2022 Hansan: Rising Dragon dirigida por Kim Han-min.[11][12]